# Chahuarani
Chahuarani (auch Chawarani) ist eine Ortschaft im Departamento Chuquisaca im südamerikanischen Andenstaat Bolivien.

## Lage
Chahuarani ist sechstgrößter Ort des Municipio Icla in der Provinz Jaime Zudáñez. Die Ortschaft liegt auf einer Höhe von 2548 m am Río Jatun Mayu, der in den Río Icla mündet, einen Nebenfluss des Río Pilcomayo.

## Geographie
Chahuarani liegt im südlichen Teil der Gebirgskette der Cordillera Central im Übergangsbereich zum bolivianischen Tiefland. Die Region weist ein typisches Tageszeitenklima auf, bei dem die Temperaturschwankungen im Tagesverlauf stärker ausfallen als die durchschnittlichen Temperaturschwankungen im Jahresverlauf.
Die mittlere Durchschnittstemperatur von Icla liegt bei etwa 18 °C (siehe Klimadiagramm Icla), sie liegt bei milden 15 °C im Juni und Juli und erreicht etwa 20 °C von Oktober bis März. Der Jahresniederschlag beträgt knapp 600 mm, bei einer ausgeprägten Trockenzeit von Mai bis August mit Monatsniederschlägen unter 10 mm, und einer Feuchtezeit von Dezember bis Februar mit 100 bis 120 mm Monatsniederschlag.

## Verkehrsnetz
Chahuarani liegt in einer Entfernung von 105 Straßenkilometern südöstlich von Sucre, der Hauptstadt Boliviens und des Departamentos.
Von Sucre aus führt nach Osten die 976 Kilometer lange Nationalstraße Ruta 6, die Sucre mit dem bolivianischen Tiefland und der dortigen Millionenstadt Santa Cruz verbindet, und erreicht die Stadt Tarabuco nach 67 Kilometern. Von Tarabuco aus führt dann eine Höhenstraße nach Süden bis zu der Ortschaft Icla und weiter über Chahuarani nach Jatun Mayu und Thaqo Pampa.

## Bevölkerung
Die Einwohnerzahl der Ortschaft ist in den vergangenen beiden Jahrzehnten leicht zurückgegangen:
| Jahr | Einwohner | Quelle       |
| ---- | --------- | ------------ |
| 1992 | 199       | Volkszählung |
| 2001 | 498       | Volkszählung |
| 2012 | 456       | Volkszählung |
| 2024 |           | Volkszählung |

Die Region weist einen hohen Anteil an Quechua-Bevölkerung auf, im Municipio Icla sprechen 98,6 Prozent der Bevölkerung Quechua. Die Lebenserwartung der Neugeborenen in dem Municipio lag bei 56,0 Jahren, die Säuglingssterblichkeit ist von 9,2 Prozent (1992) auf 9,7 Prozent im Jahr 2001 leicht angestiegen.